# BTR-40
BTR-40は、ソビエト連邦の装甲兵員輸送車である。

## 概要
本車は、1948年からモロトフ自動車工場（GAZ）で開発が始められた。4輪トラックのGAZ-63をベースとしており、1950年に制式採用された。1960年までに約8,500両が製造された。
上部開放型の構造で、操縦士と指揮官の他、歩兵8名が搭乗する。車体各部にはガンポートが設けられており、搭乗した歩兵の携行火器による乗車戦闘が可能。
BTR-152とともに1950年代のソビエト連邦軍の装甲兵員輸送車の中核を成した。ハンガリー動乱で初めて実戦投入されている。
1960年代以降は、BTR-60やBRDM-1といった後継車が登場したこともあって、制式装備からは外れていった。1993年まではロシア陸軍の装備リストに存在していた。

## 運用国

### 現在の運用国
- ブルンジ
- ギニア
- ギニアビサウ[注釈 1]
- インドネシア
- ラオス
- 北朝鮮
- タンザニア[注釈 2]
- ベトナム
- イエメン

## 派生型
BTR-40
初期生産型。
BTR-40A
ZPU-2を搭載した対空車両。
BTR-40B
密閉型。乗員は2+6名。
BTR-40V
空気圧を車内から変えられるタイヤを採用。
BTR-40RH
化学偵察車。
BTR-40ZhD
鉄道用タイヤを装備。試作品。
55式装輪装甲車
中国のライセンス生産品。